# Siegfried von Öttingen
Siegfried von Öttingen war im Jahr 1237 Bischof von Bamberg.

## Leben
Siegfried Graf von Öttingen wurde nach dem Tod Bischof Eckberts am 5. Juni 1236 in Wien zwischen dem Todestag seines Vorgängers und dem Monat August des Jahres 1237 zum Bischof von Bamberg erwählt. Er gab sein Amt jedoch noch im selben Jahr auf. In älteren Bischofsverzeichnissen ist er nicht aufgeführt. Er verstarb am 19. November eines nicht zu ermittelnden Jahres.